# Нариман (Дагестан)
Нариман (ног. Махмут) — село в Ногайском районе Республики Дагестан. Центр Коктюбинского сельсовета. Основано в 1902—1905 годах Махмудом Аракчиевым, в честь которого село было названо Махмуд-аул, но в 1927 году было переименовано в честь революционера Наримана Нариманова.

## Географическое положение
Расположено в 3 км к северо-западу от районного центра села Терекли-Мектеб на канале Караногайская ветвь.

## Население
| 1970 | 1989  | 2002  | 2010  | 2021  |
| ---- | ----- | ----- | ----- | ----- |
| 1760 | ↘1351 | ↗1713 | ↗1790 | ↘1569 |

По данным переписи населения 2002 года, численность населения села составила 1713 жителей, в том числе 93 % — ногайцы.